# Ромео і Джульєтта (фільм, 1954)
«Ромео і Джульєтта» — радянський кольоровий фільм-балет, поставлений на кіностудії «Мосфільм» в 1954 році режисером Лео Арнштамом і балетмейстером Леонідом Лавровським на основі однойменного балету Сергія Прокоф'єва за трагедією Вільяма Шекспіра. Головні партії виконали солісти Великого театру Галина Уланова, Юрій Жданов, Сергій Корень і Олексій Єрмолаєв.
Картина була випущена на широкий екран 25 березня 1955 року. Відзначена нагородами на VIII Міжнародному кінофестивалю в Каннах (1955) і на III кінофестивалі класичного, народного та сучасного танцю в Бразилії (1957).

## Сюжет
Сюжет фільму повторює сюжет трагедії Шекспіра, з урахуванням особливостей балетного лібрето.

## У ролях
- Галина Уланова —  Джульєтта
- Юрій Жданов  —  Ромео
- Олексій Єрмолаєв —  Тібальд
- Сергій Корень —  Меркуціо
- Олександр Лапаурі —  Паріс
- Олександр Радунський  —  Капулетті, батько
- Олена Іллющенко  —  Капулетті, мати
- Іраїда Оленіна —  годувальниця
- Л. Лошиліп —  Лоренцо
- В. Кудряшов —  Бенволіо
- С. Уваров —  Монтеккі
- Володимир Левашов —  друг Тібальда
- В. Чижов —  друг Тібальда
- А. Крамаревський —  друг Тібальда
- Михайло Лавровський —  паж
- Л. Поспєхін —  слуга Капулетті
- Є. Меченко —  слуга Капулетті
- І. Перегудов —  слуга Капулетті
- Є. Нацький —  слуга Монтеккі
- А. Швачкін —  слуга Монтеккі
- С. Звягіна — епізод
- В. Петрова — епізод
- В. Файєрбах — епізод
- З. Коротаєва — епізод
- Ф. Єфремова — епізод
- Є. Костеріна — епізод
- І. Левітіна — епізод
- І. Покровський — епізод
- Ю. Виренков — епізод
- Я. Сех — епізод
- Ю. Гербер — епізод
- В. Дорохін — епізод
- Н. Чідсон — епізод
- Г. Кузнецова — епізод
- М. Клейменова — епізод
- В. Пещерікова — епізод

## Знімальна група
- Автори сценарію і режисери-постановники — Лео Арнштам, Леонід Лавровський
- Оператори — Олександр Шеленков, Іоланда Чен
- Художник — Олексій Пархоменко
- Композитор — Сергій Прокоф'єв
- Звукооператор — Б. Вольський
- Режисер — В. Вікторов
- Асистент режисера — Г. Баландіна
- Художники-костюмери — П. Вільямс, К. Єфімов
- Художник-гример — В. Яковлєв
- Монтажер — Т. Лихачова

Комбіновані зйомки
- Оператор — Б. Арецький
- Художник — Л. Александровська
- Балетмейстер — Леонід Лавровський
- Асистенти балетмейстера — Л. Поспєхін, Т. Нікітіна
- Диктор-читець — Борис Оленін
- Диригент — Геннадій Рождественський
- Директор картини — П. Данильянц